# Bill Dawes
Bill Dawes  es un actor, comediante, productor y escritor estadounidense de Virginia .

## Carrera
Es un veterano de Broadway en tres ocasiones con más de una docena de obras fuera de Broadway; su primera etapa fue con Sigourney Weaver y Christopher Durang en la obra Sex and Longing . Sus interpretaciones de la leyenda de los Green Bay Packers , Paul "Golden Boy" Hornung en la obra nominada al Tony Lombardi y de Mickey Mantle en la producción de la MLB " Bronx Bombers ", fueron notables. Dawes perdió 35 libras para el papel de Rudolph Nureyev en una obra llamada "Nureyev's Eyes"   .
Ha aparecido en programas de televisión como Sex and the City, All My Children, Law & Order, Oz, Law & Order: Criminal Intent, Damages, Rizzoli & Isles, Criminal Minds, Royal Pains, The Following, Elementary, Kevin Can Wait, Ley y orden: Unidad de víctimas especiales y muchos otros.
Sus apariciones televisivas más recientes incluyen Manhunt (2020), SWAT (2021), Alaska Daily. (2022-2023), Los otros dos (2023), Agentes de la ley: Bass Reeves (2023) y NCIS: Hawaii .
Dawes ha desempeñado papeles principales en varios largometrajes, en particular en las premiadas películas independientes Fiona, Evenhand y I Hope They Serve Beer in Hell .
Sus proyectos cinematográficos más recientes fueron What the Night Can Do (2020), Beautiful Violence (2021), The Walk (2022), Woods Witch (2023) y Christmas Couples Retreat (2023), entre otros.
La participación de Dawes en la producción cinematográfica incluye ser coproductor de Before the Sun Explodes, coproductor de Beautiful Violence y House of Glass, y productor asociado de The Performance . Tiene próximos papeles en Aloha Also Means Goodbye como coproductor y miembro del reparto, y en Operation Taco Gary's como productor ejecutivo y miembro del reparto.
Dawes, un comediante que realiza giras a nivel nacional e internacional, considera que Hollywood Laugh Factory es su club local. Ha actuado en más de 16 países, incluidos Nueva Zelanda, Sudáfrica, Filipinas, Singapur, Australia y Arabia Saudita . Dawes ya ha realizado giras por Afganistán, Kuwait e Irak para las Organizaciones de Servicios Unidos (USO). También presenta un podcast de Laugh Factory llamado "The After Laugh" y ha aparecido dos veces en " Gotham Comedy Live " en AXS TV .
Dawes ha escrito artículos en publicaciones como Good Men Project, Punchline Magazine y The New York Observer . También ha escrito para varios cómics, incluido el coautor del especial de Comedy Central "Uncomfortable"  de Jamie Kennedy .

## Filmografía
| Movies |                                           |                                           |       |
| Year   | Title                                     | Role                                      | Notes |
| 2023   | Christmas Couples Retreat                 | Jacob                                     |       |
| 2023   | Woods Witch                               | Yourgei Jegmeov                           |       |
| 2022   | Jacques (Short)                           | Narrator                                  |       |
| 2022   | The Walk                                  | Billy the Bus Driver                      |       |
| 2021   | Shaman's Call (Short)                     | Shaman                                    |       |
| 2021   | Encounter                                 | Kurt McKinley                             |       |
| 2021   | Pinned                                    | Mr. Dawson                                |       |
| 2021   | Beautiful Violence (Short)                | Chad                                      |       |
| 2021   | Super Bois (Short)                        | Pearson                                   |       |
| 2020   | Eddie                                     | Stand-Up Comic                            |       |
| 2020   | Tigertail                                 | Todd (uncredited)                         |       |
| 2020   | What the Night Can Do                     | Rhys                                      |       |
| 2017   | 20 Weeks                                  | Bill                                      |       |
| 2017   | Gladys Brown (Short)                      | Silas Everett                             |       |
| 2016   | Before The Sun Explodes                   | Ken                                       |       |
| 2014   | Winchester Palace (Short)                 | Brian                                     |       |
| 2014   | Game Night (Short)                        | Ben                                       |       |
| 2013   | Chasing Taste                             | Drew McKnight                             |       |
| 2012   | Eric Schaeffer: Life Coach                | Chris                                     |       |
| 2012   | Call of Duty: PTSD (Short)                | Randy                                     |       |
| 2011   | They're Out of the Business               | Ed                                        |       |
| 2009   | How to Seduce Difficult Women             | Al                                        |       |
| 2009   | I Hope They Serve Beer in Hell            | Murphy                                    |       |
| 2009   | How to Spoon with Michael C. Hall (Short) | Husband                                   |       |
| 2009   | Asylum Seekers                            | Alan                                      |       |
| 2009   | Adam                                      | Scottie                                   |       |
| 2008   | Anthology                                 | Jeremy                                    |       |
| 2007   | One Night                                 | Marc                                      |       |
| 2006   | Approaching Union Square                  | Heidi's Lover (segment "Labor Intensive") |       |
| 2005   | The Science of Love (Short)               | Jimmy                                     |       |
| 2005   | Vinsanity                                 | Host                                      |       |
| 2003   | Just for Kicks                            | Rudy                                      |       |
| 2003   | Click (Short)                             | Young Jonny                               |       |
| 2002   | EvenHand                                  | Officer Rob Francis                       |       |
| 2002   | Two Altercations (Short)                  | Michael                                   |       |
| 2001   | Born Loser (Short)                        | Carter                                    |       |
| 2001   | Way Off Broadway                          | Ben DePaul                                |       |
| 2001   | On the Q.T.                               | Andre                                     |       |
| 1999   | Giving It Up                              | Pick-Up Man (Sex Addict)                  |       |
| 1998   | Saving Manhattan                          | Rollerblader                              |       |
| 1998   | Fiona                                     | Harvey                                    |       |
| 1998   | Number One (Short)                        | Cowboy                                    |       |
| 1998   | Too Tired to Die                          | Dante (uncredited)                        |       |

| Television   |                                               |                                         |             |
| Year         | Title                                         | Role                                    | Ref         |
| 2023         | Lawmen: Bass Reeves (4 episodes)              | Joshua                                  | [ 6 ]       |
| 2023         | The Other Two (1 episode)                     | Billionaire                             |             |
| 2022–2023    | Alaska Daily (5 episodes)                     | Dwight Barry                            | [ 7 ] [ 8 ] |
| 2023         | NCIS (1 episode)                              | Clayton Wills                           |             |
| 2022         | The Rookie: Feds (1 episode)                  | Tom Lewis                               |             |
| 2022         | Wedding Season (1 episode)                    | Pastor Johnson                          |             |
| 2022         | Mo (1 episode)                                | Bob Robinson                            |             |
| 2022         | City on a Hill (3 episodes)                   | Rick Dunleavy                           |             |
| 2021         | S.W.A.T. (1 episode)                          | Gabriel                                 |             |
| 2020         | Manhunt (1 episode)                           | Pete Cadigan                            |             |
| 2019         | Wu-Tang: An American Saga (1 episode)         | Officer Oliver                          |             |
| 2019         | The Good Fight (1 episode)                    | Jason Hardy                             |             |
| 2017         | Kevin Can Wait (1 episode)                    | Stewart                                 | [ 2 ]       |
| 2017         | Law & Order: Special Victims Unit (1 episode) | Alex Ryan                               |             |
| 2016         | Elementary (1 episode)                        | Declan Boyle                            |             |
| 2015         | Unfiltered                                    | Andy Venosa                             |             |
| 2015         | Laugh Factory (1 episode)                     | Himself                                 |             |
| 2015         | One Bad Choice (2 episodes)                   | Detective Ernst / Officer Rindlisbacher |             |
| 2015         | Royal Pains (1 episode)                       | Jim                                     |             |
| 2015         | The Following (1 episode)                     | Robert Tubbs                            |             |
| 2013         | Criminal Minds (1 episode)                    | Sheriff Bob Collier                     |             |
| 2012         | Rizzoli & Isles (1 episode)                   | Ronan Finnegan                          |             |
| 2011         | Aspen the Series                              | Ducky (2012)                            |             |
| 2000–2010    | All My Children (6 episodes)                  | Val                                     |             |
| 2002–2009    | Law & Order (2 episodes)                      | David Arkuss/Thomas Cooper              |             |
| 2009         | Damages (2 episodes)                          | Customer/Kevin Walker                   |             |
| 2006         | Law & Order: Criminal Intent (1 episode)      | Ben Crowe                               |             |
| 2004-present | One Life to Live                              | Eric Walsh                              |             |
| 2003         | Recipe for Disaster                           | Blake Rathbone                          |             |
| 2003         | Oz (1 episode)                                |                                         |             |
| 2000         | Sex and the City (1 episode)                  | Blonde Guy                              |             |
| 2000         | The Beat (1 episode)                          | Sam Burke                               |             |
| 1997         | Feds (1 episode)                              |                                         |             |